# Kidogo-See
Der Kidogo-See liegt im Rilima-Sektor des Distrikts Bugesera in der Ostprovinz von Ruanda.

## Geographie
Der Kidogo-See hat eine Fläche von 2,2 km² und eine mittlere Tiefe von 3,0 m. Er ist Teil einer Gruppe flacher Seen, die sich in einem Sumpfkomplex auf einer mittleren Höhe von 1360 m befinden. Der größte dieser ist der östlich liegende Mugesera-See. Die Wassertemperaturen in den Seen liegen bei etwa 24 bis 26 °C. Der Wasserstand steigt während der zweimal jährlich auftretenden Regenzeit um ein bis zwei Meter. Der Nyabarongo verläuft östlich des Kidogo-Sees von Nordwesten nach Südosten. Die nächstgelegenen Seen sind der Gashanga-See im Nordosten und der Rumira-See im Südosten. Der Stand 2024 noch im Bau befindliche Bugesera International Airport liegt auf einem Plateau etwa zwei Kilometer nordwestlich.

## Fauna
Krokodile sind selten, kommen jedoch vor.

## Wirtschaft
Der Kidogo-See wird für die Fischerei genutzt. 1975 lag die jährliche Fangmenge bei rund 40 Tonnen. An den Ufern wird Landwirtschaft betrieben. Unter anderem werden Chilis für den Export angebaut.